# Rolling Coal

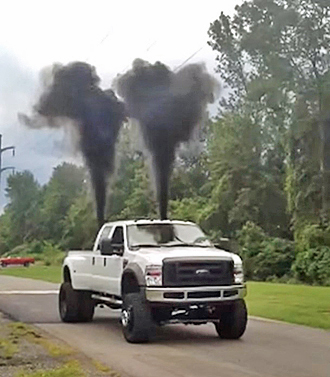
Ein Ford F-450 beim coal rolling

Das Rolling Coal (deutsch wörtlich: rollende Kohle) beschreibt eine insbesondere in den USA praktizierte absichtliche Luftverschmutzung, die durch Umbau eines Dieselmotors über vermehrte Treibstoffzufuhr in den Motor eine besonders stark verrußte Abgaswolke erzeugt.
Dabei wird unter anderem der Partikelfilter des Dieselmotors entfernt. Außerdem bauen Fahrzeugbesitzer, die das Rolling Coal betreiben, oft Rauchschalter und spezielle Auspuffrohre in ihre Fahrzeuge (Coal Roller) ein. Umbauten, die einem Fahrzeug das Rolling Coal ermöglichen, kosten 200 bis 5000 US-Dollar.

## Hintergrund
Rolling Coal ist eine Form der absichtlichen Luftverschmutzung aus Gründen der Unterhaltung oder des Protestes. Manche Fahrzeuglenker schalten besonders in Anwesenheit von Hybridfahrzeugen ihr Rolling Coal ein (dann als „Prius-Abwehr“ bezeichnet), um deren Fahrer, die im Allgemeinen bezüglich ihrer Fahrzeugwahl als umweltbewusst gelten, zu verspotten. Die Coal wird auch gegen ausländische Autos, Fahrradfahrer und Fußgänger eingesetzt. Als Rechtfertigung für diese Handlungen werden oftmals die „Freiheit Amerikas“ und der „Aufstand gegen ungezügelten Umweltschutz“ angeführt. Über die Umweltbedenken hinaus sind mit dieser Praxis große Risiken für die Gesundheit verbunden, insbesondere Lungenprobleme. Die American Cancer Society assoziiert den Kontakt mit Dieselabgasen mit einem erhöhten Lungenkrebsrisiko. Des Weiteren sind es praktische Überlegungen, die gegen das Rolling Coal sprechen, da der dichte schwarze Rauch im Straßenverkehr zu einer Verschlechterung der Sicht führt und zu Fahrzeugkollisionen und anderen Unfällen beitragen kann.

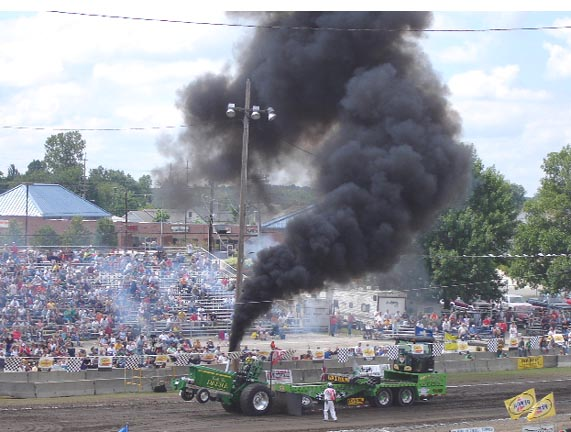
Rußausstoß beim Tractorpulling

Seinen Ursprung hat das Rolling Coal beim Tractorpulling. Dazu bauen viele Fahrer ihre Trucks bzw. Traktoren so um, dass sie mehr Leistung und Drehmoment erreichen. Ein Nebeneffekt ist dabei, dass die Motoren übermäßig viel schwarzen Rauch ausstoßen. Für einige Teilnehmer wurde ein möglichst hoher Ausstoß an Ruß das Hauptziel der Wettbewerbe.

## Rechtliche Lage

### In den Vereinigten Staaten
Im Juli 2014 verkündete die US-amerikanische Environmental Protection Agency, dass die Praxis des Rolling Coal als illegal anzusehen sei, da sie den Clean Air Act verletze. Der Clean Air Act verbietet die Herstellung, den Verkauf und den Einbau von „Motorenteilen, die jegliche Emissionskontrollmaßnahmen umgehen, ausschalten oder unbrauchbar machen können“, und „verbietet das Verändern einer Emissionskontrollmaßnahme an einem Kraftfahrzeug durch Entfernung oder Inaktivierung vor oder nach dem Verkauf oder der Zustellung an den Käufer“. Im März 2015 präsentierte der Illinois-General-Assembly-Sprecher Will Guzzardi einen Entwurf für eine 5000-Dollar-Strafe für jeden, der die Emissionskontrollausrüstung des eigenen Fahrzeuges entfernt oder verändert. Guzzardi wollte verdeutlichen, dass „die Strafe höchste Priorität unter den derzeitigen Strafmaßnahmen für Emissionsmodifikationen bekommen soll“. Im Mai 2015 unterschrieb Chris Christie, der Gouverneur von New Jersey, einen Gesetzentwurf zum Verbot der Umrüstung von Dieselfahrzeugen zur Erhöhung der Partikelemissionen aus Gründen des coal rolling. Verstöße werden mit einer Strafe durch das Department of Environmental Protection geahndet. Dieser Entwurf wurde von dem Abgeordneten Tim Eustace vorgestellt, nachdem ein Pickup-Truck eine Wolke Rauch gegen den Nissan Leaf von Eustace geblasen hatte, als er den New Jersey Turnpike entlangfuhr. Ähnliche Gesetze wurden 2017 in den Staaten Colorado und Maryland eingeführt.

## Technischer Aspekt
Der Dieselmotor ist ein Verbrennungsmotor mit innerer Gemischbildung, im Motor findet eine chemische Reaktion zwischen Kraftstoff (eine Kohlenwasserstoffverbindung) und Verbrennungsluft statt, bei der die im Kraftstoff gebundene Energie in Arbeit umgewandelt wird. Dabei müssen Kraftstoff und Luft in einem geeigneten Verbrennungsluftverhältnis gemischt sein, damit eine vollständige Verbrennung ohne sichtbare Abgasfahne stattfindet. Dieses Verbrennungsluftverhältnis wird durch die Luftzahl {\displaystyle \lambda } ausgedrückt. Ist {\displaystyle \lambda >1}, so gibt es einen Luftüberschuss, ist {\displaystyle \lambda <1}, so mangelt es an Luft im Brennraum. Ein Dieselmotor hat keinen festen Wert für das Verbrennungsluftverhältnis, da das an der Kurbelwelle abgegebene Drehmoment nicht über die Drosselung der Gemischzufuhr, sondern über eine Änderung der Gemischzusammensetzung, also über eine Veränderung der Luftzahl {\displaystyle \lambda } eingestellt wird; im normalen Betrieb liegt sie im Bereich zwischen {\displaystyle \lambda =1{,}3\ldots 10}. Beim Rolling Coal wird nun das Verbrennungsluftverhältnis so gesetzt, dass {\displaystyle \lambda } möglichst klein ist, was die Verbrennung unvollständig werden lässt. Der während der Verbrennung entstehende Ruß kann nicht mehr oxidiert werden, sodass sichtbare tiefschwarze Abgase entstehen. Erreicht werden kann das Rolling Coal durch eine Minderung der Luftzufuhr oder Erhöhung der Kraftstoffzufuhr.